# Кунай
Кунай (яп. 苦無) — японський універсальний підсобно-господарський інструмент, що був поширений у Період Сенґоку. Клинок інструменту мав рибоподібну або трикутно-клиноподібну форму, виготовлявся із м'якого заліза, щоб бути менш крихким при використанні за призначенням, і його грані зазвичай не заточувалися до значної гостроти (заточувався лише кінчик). Іноді кунай міг мати зубчасту частину на якісь з граней. Часто на кінці рукоятки кунай мав кільце для прив'язування мотузки. Повна довжина інструменту становила від 10 см до 50 см, в залежності від чого розрізняють короткий кунай (яп. 少苦無, сё:-кунай) і довгий кунай (яп. 大苦無, дай-кунай).

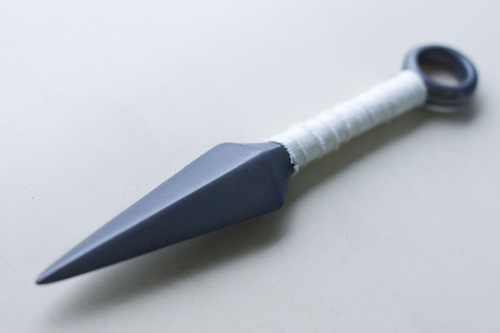
Іграшковий пластиковий кунай, стилізований під справжній.

У часи феодальної Японії кунай широко використовувався у багатьох ремеслах — наприклад, у садівництві, теслярстві, різб'ярстві по різних матеріалах і навіть у каменярстві подібно до кельми. Це був багатоцільовий інструмент, що застосовувався для пробивання, різання, копання, забивання, розбивання, тощо. Кунай, до кільця якого прив'язана мотузка, за потреби міг використовуватися, щоб залізти (наприклад, на стіну або на дерево) чи злізти звідти, подібно до скельного гака, також міг виконувати функцію якоря. Наливши воду у кільце кунаю, його можна було використовувати як лупу. До того ж, кунай був дешевим і простим у виробництві, що у поєднанні з надзвичайно широким спектром використання зробило його дуже поширеним.
Завдяки гострому вістрю куная, його можна було застосовувати як кинджал, а кільце на рукоятці дозволяло прив'язати його до древка і використовувати як спис. Через поширеність кунаю серед звичайних селян і ремісників, ним часто користувалися як імпровізованою зброєю ніндзя (подібно до інших сільськогосподарських інструментів, таких як нунчаку і, можливо, сай) — настільки поширене знаряддя можна було носити з собою або зберігати вдома, не викликаючи підозр. Завдяки збалансованому центру ваги, кунай можна було використовувати і як метальний ніж. Втім, на відміну від стереотипів про зброю ніндзя у масовій культурі, кунай був не дуже ефективним у функції метальної зброї через форму леза і неможливість його достатнього загострення, хоча все ж застосовувався частіше, ніж сюрикени, які неможливо видати за звичайний інструмент.